# Sowjetische Badminton-Mannschaftsmeisterschaft 1981
Die Sowjetische Badminton-Mannschaftsmeisterschaft 1981 wurde vom 2. bis zum 7. Oktober 1981 in Gorki ausgetragen.

## Die Sieger und Platzierten
| Disziplin       | Gold                                                                                                   | Silber | Bronze                                                                                                 |
| --------------- | --- | --- | --- |
| Gemischtes Team | Spartak Anatoli Skripko Evgeniy Dayanov V. Sterzhanov N. Voronkov Svetlana Belyasova E. Sharafetdinova | Burewestnik Viktor Shvachko Vitaliy Shmakov Andrei Kaliberdin Sergey Korsunski Alla Prodan Lubov Fedotova | Avantgarde Nikolay Peshekhonov Leonid Pajkin V. Utenkov S. Lebedev Natalja Maxakova Tatyana Litvinenko |